# Wahlen in Brasilien 2006
Die Wahlen in Brasilien 2006 umfassten mehrere Wahlgänge zur Exekutive und Legislative auf nationaler und bundesstaatlicher Ebene in Brasilien.
Die Wahlen fanden am 1. Oktober und am 29. Oktober statt. Der zweite Termin war für die nötigen Stichwahlen für Ämter des Präsidenten und der Gouverneure, die im ersten Wahlgang nicht die absolute Mehrheit der Stimmen erreichten. Bei den Wahlen 2006 standen zur Disposition:
- Präsident und Vize-Präsident
- Abgeordnete auf Bundesebene zum Congresso Nacional: alle 513 Abgeordneten zur Câmara dos Deputados und ein Drittel der 81 Senatoren (Senado Federal)
- Gouverneure und Vize-Gouverneure aller 26 Bundesstaaten und des Bundesdistrikts.

## Historischer Kontext
Die Wahlen 2006 ereignen sich in einer Umbruchphase der brasilianischen Politik.
In den Wahlen 2002 konnte erstmals die PT (Partido dos Trabalhadores) stärkste Partei werden (mit 18 %) und mit Luiz Inácio Lula da Silva den Präsidenten stellen. Abgelöst wurden die PSDB (Partido da Social Democracia Brasileira) und Fernando Henrique Cardoso, der nicht wieder zur Wahl antreten durfte (erlaubt sind nur zwei Amtszeiten). 2002 wurden Ängste geschürt, dass mit Lula die Wirtschaft stark leiden würde und dass die politische Situation instabil werden würde. Lula mit einer sehr breiten Koalitionsregierung hat jedoch die Politik Cardosos in mehr oder weniger sozialdemokratischer bis neoliberaler Art und Weise weiter geführt. Die sozio-ökonomische Lage hat sich verbessert, andererseits hat er die Erwartungen seiner Anhänger nur zum Teil erfüllt. Zu dieser Unzufriedenheit kamen Korruptionsvorwürfe, die die PT als „normale“ brasilianische Partei darstellen, in diesem Fall eine, die ihre Ideale verraten hat.
Zu den Wahlen 2002 wurde die Vertikalisation eingeführt. Durch sie wird erzwungen, dass politische Allianzen mehrerer Parteien sich auf Bundesstaatsebene nicht von den Allianzen auf Bundesebene unterscheiden dürfen. Da die vielen brasilianischen Parteien an sich schon sehr heterogen sind (oft werden sie auch als Wahlvereine tituliert), soll erreicht werden, dass eine gewisse ideologische Konsistenz garantiert wird. Kritiker dieser Regel weisen darauf hin, dass sich die Situationen zwischen den Bundesstaaten und dem Bund doch sehr unterscheiden können. Am 8. März wurde die Vertikalisation vom Kongress zwar wieder abgeschafft, das darf sich aber erst ein Jahr später auswirken, somit gelten die neuen Regeln erst 2010. Kleine Parteien ohne Präsidentschaftskandidat dürfen aber beliebig koalieren, wie der Oberste Wahlrat (Tribunal Superior Eleitoral) feststellte.

## Präsident und Vize-Präsident
Im ersten Wahlgang wurde keiner der Kandidaten mit absoluter Mehrheit gewählt. Somit mussten Lula und Alckmin in den zweiten Wahlgang am 29. Oktober. In der zweiten Runde konnte Lula klar gewinnen, mit etwa demselben Stimmenanteil wie 4 Jahre vorher.
Wie in der ersten Runde hat er im Norden und Nordosten teilweise mit sehr großem Abstand gewonnen (Amazonas 87 %, Maranhão 85 %, Ceará 82 %, in seinem Geburtsstaat Pernambuco 78 %). Im Süden wiederum hat er verloren (in der ehemaligen PT-Hochburg Rio Grande do Sul 45 %, Santa Catarina 45 %, São Paulo 48 %), die wenigsten Stimmen bekam er in Roraima (39 %).
| Kandidat – Partei        | 1. Wahlgang | 1. Wahlgang        | 1. Wahlgang                  | 2. Wahlgang | 2. Wahlgang        | 2. Wahlgang                  |
| Kandidat – Partei        | Stimmen     | Prozent der Wähler | Prozent der Wahlberechtigten | Stimmen     | Prozent der Wähler | Prozent der Wahlberechtigten |
| ------------------------ | ----------- | ------------------ | ---------------------------- | ----------- | ------------------ | ---------------------------- |
| Lula – PT                | 46.662.365  | 48,61              | 37,06                        | 58.295.042  | 60,83              | 46,30                        |
| Geraldo Alckmin – PSDB   | 39.968.369  | 41,64              | 31,74                        | 37.543.178  | 39,17              | 29,82                        |
| Heloísa Helena – PSOL    | 6.575.393   | 6,85               | 5,22                         |             |                    |                              |
| Cristovam Buarque – PDT  | 2.538.844   | 2,64               | 2,02                         |             |                    |                              |
| Ana Maria Rangel – PRP   | 126.404     | 0,13               | 0,10                         |             |                    |                              |
| José Maria Eymael – PSDC | 63.294      | 0,07               | 0,05                         |             |                    |                              |
| Luciano Bivar – PSL      | 62.064      | 0,06               | 0,05                         |             |                    |                              |
|                          |             |                    |                              |             |                    |                              |
| Weiße Stimmzettel        | 2.866.205   |                    | 2,28                         | 1.351.448   |                    | 1,07                         |
| Ungültige Stimmzettel    | 5.957.207   |                    | 4,73                         | 4.808.553   |                    | 3,82                         |
| Nichtwähler              | 21.092.511  |                    | 16,75                        | 30.074.715  |                    | 18,99                        |

Stimmmehrheiten im ersten Wahlgang der Präsidentschaftswahl

Stimmmehrheiten im zweiten Wahlgang der Präsidentschaftswahl

Die Kandidaten zur Präsidentschaftswahl im Einzelnen:
Partido dos Trabalhadores (PT)

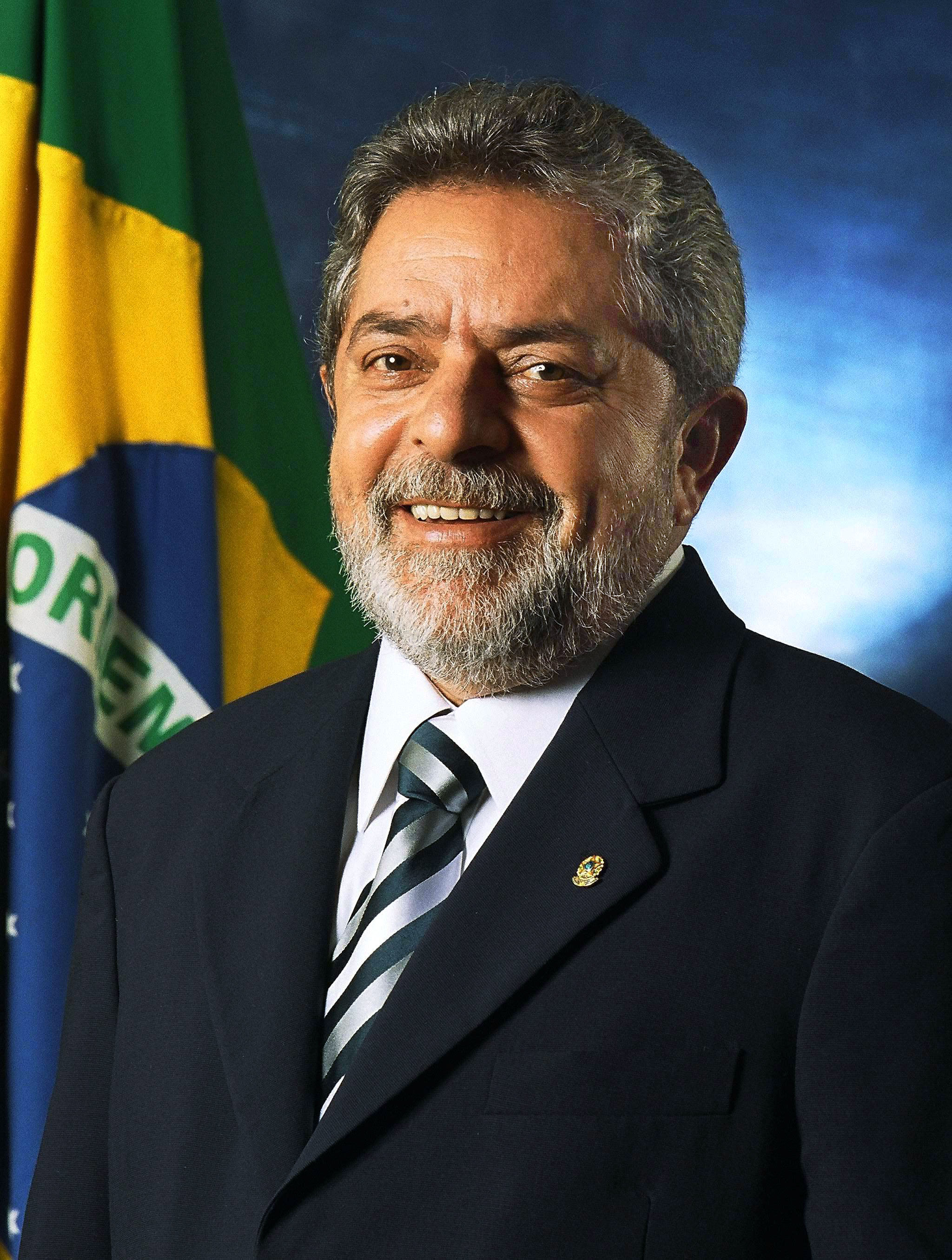
Lula da Silva

Der Kandidat ist der amtierende Präsident Luiz Inácio Lula da Silva. Die Partido Republicano Brasileiro (PRB) des Vize José Alencar (wie schon 2002) und die Partido Comunista do Brasil (PC do B) bilden mit der PT eine Koalition, die informell von der Partido Liberal (PL), der Partido Socialista Brasileiro (PSB) und von Teilen von der Partido do Movimento Democrático Brasileiro (PMDB) und der Partido Trabalhista Brasileiro (PTB) unterstützt wird.
- Partido da Social Democracia Brasileira (PSDB)

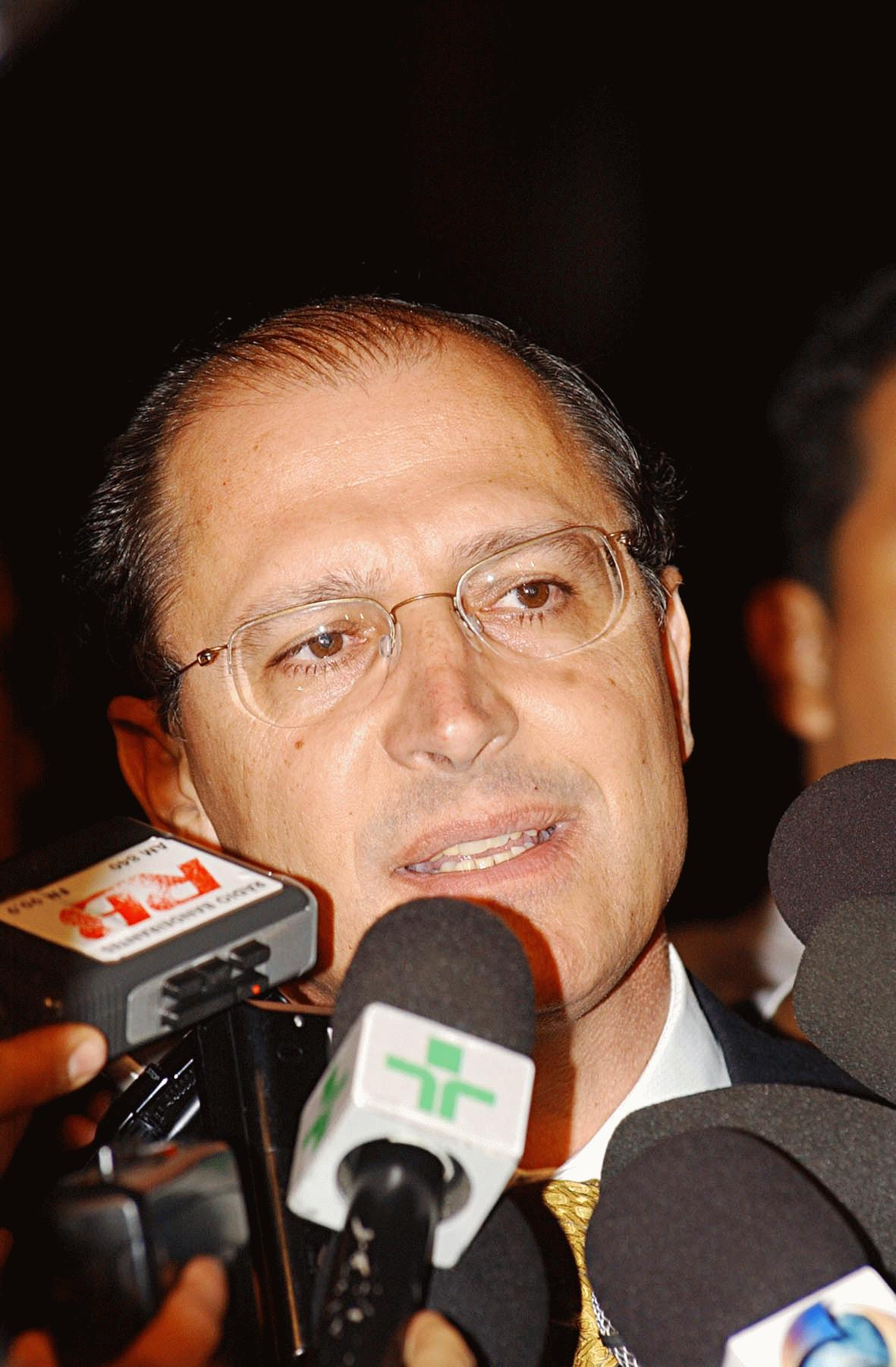
Geraldo Alckmin

Geraldo Alckmin war Gouverneur von São Paulo, für die Kandidatur musste er dieses Amt aufgeben. Er ist der nach Lula aussichtsreichste Kandidat. Er wird auch von der Partido da Frente Liberal (PFL) unterstützt, die den Vize José Jorge stellt. Informell wird die Kandidatur auch von der Partido Popular Socialista (PPS) unterstützt.
- Partido Socialismo e Liberdade (PSOL)

Die Senatorin Heloísa Helena ist wie ihr Vize César Benjamin prominentes Mitglied der PT gewesen, bis sie wegen deutlicher Kritik am Regierungskurs ausgeschlossen wurde. Die PSOL wurde dann zum Sammelbecken unzufriedener PT-ler. Sie bildet mit der Partido Socialista dos Trabalhadores Unificado (PSTU) und der Partido Comunista Brasileiro (PCB) eine Frente de Esquerda („Linksfront“) genannte Koalition.
- Partido Democrático Trabalhista (PDT)

Die PDT hat den Senator Cristovam Buarque aus Brasília aufgestellt, der die PT 2005 verlassen hat. Als Vize kandidiert der Senator Jefferson Péres aus Amazonas
- Partido Republicano Progressista (PRP)

Die Kandidatin ist Ana Maria Rangel.
- Partido Social Democrata Cristão (PSDC)

Sie hat José Maria Eymael und José Paulo Neto aufgestellt.
- Partido Social Liberal (PSL)

Eine kleine Partei mit dem Unternehmer Luciano Bivar und Américo de Souza.
- Die Partido Verde (PV) hat sich von der Regierung abgewandt, hat aber keinen Kandidaten zur Präsidentschaft aufgestellt und unterstützt auch keinen.

- Die Partido da Reedificação da Ordem Nacional (PRONA) hat schon dreimal Enéas Carneiro als Kandidat aufgestellt, der diesmal aus gesundheitlichen Gründen doch nicht kandidiert.

Die letzten Prognosen Ende September deuten auf einen Sieg Lulas hin (Lula ~50 %, Alckmin ~30 %, Heloisa Helena ~10 %).

## Câmara dos Deputados (Abgeordnetenhaus)
Von den 5514 Kandidaten wurden 513 gewählt. Es gibt in Brasilien je Bundesstaat eine gewisse Anzahl Abgeordnete entsprechend der Einwohnerzahl, kleine Bundesstaaten werden dabei aber durch eine minimale Abgeordnetenzahl „bevorzugt“. So hat die PT landesweit zwar die meisten Stimmen bekommen, aber nicht die meisten Abgeordneten.
Die Zahl der Sitze einer Partei je Bundesstaat ergibt sich proportional zur Anzahl der Stimmen, die für eine Partei abgegeben werden. Es gibt keine Mindestquote.
Die meisten Wähler in Brasilien wählen nicht eine Partei, sondern Personen, die aber immer auf Parteilisten erscheinen. Die Stimmen aller Kandidaten einer Partei plus der Stimmen für die Liste ergeben die Gesamtstimmenzahl, anhand der die Zahl der Sitze bestimmt wird. Die Kandidaten, die die meisten Wählerstimmen erhalten haben, ziehen dann in das Abgeordnetenhaus ein. Es gibt also weder Wahlkreise noch Landeslisten.
Die Zahl der Sitze am Ende einer Legislaturperiode kann oft verändert sein, da viele Abgeordnete die Parteien wechseln. Zur Zeit der Wahl 2006 hatte die PT nur noch 81 der ursprünglich 91 Abgeordneten von 2002.
| Partei                                             | Prozent der Wähler | Sitze | Prozent der Wähler 2002 | Sitze 2002 |
| -------------------------------------------------- | ------------------ | ----- | ----------------------- | ---------- |
| Partido dos Trabalhadores (PT)                     | 15,0               | 83    | 18,4                    | 91         |
| Partido do Movimento Democrático Brasileiro (PMDB) | 14,6               | 89    | 13,4                    | 77         |
| Partido da Social Democracia Brasileira (PSDB)     | 13,6               | 65    | 14,3                    | 69         |
| Partido da Frente Liberal (PFL)                    | 10,9               | 65    | 13,4                    | 84         |
| Partido Progressista (PP)                          | 7,1                | 42    | 7,8                     | 49         |
| Partido Socialista Brasileiro (PSB)                | 6,2                | 27    | 5,3                     | 22         |
| Partido Democrático Trabalhista (PDT)              | 5,2                | 24    | 5,1                     | 21         |
| Partido Trabalhista Brasileiro (PTB)               | 4,7                | 22    | 4,6                     | 26         |
| Partido Liberal (PL)                               | 4,4                | 23    | 4,3                     | 26         |
| Partido Popular Socialista (PPS)                   | 3,9                | 21    | 3,1                     | 15         |
| Partido Verde (PV)                                 | 3,6                | 13    | 1,4                     | 5          |
| Partido Comunista do Brasil (PC do B)              | 2,1                | 13    | 2,2                     | 12         |
| Partido Social Cristão (PSC)                       | 1,9                | 9     | 0,6                     | 1          |
| Partido Socialismo e Liberdade (PSOL)              | 1,2                | 3     | 0,0                     | 0          |
| Partido da Reedificação da Ordem Nacional (PRONA)  | 1,0                | 2     | 2,1                     | 6          |
| Partido da Mobilização Nacional (PMN)              | 0,9                | 3     | 0,3                     | 1          |
| Partido Trabalhista Cristão (PTC)                  | 0,9                | 4     | 0,1                     | 0          |
| Partido Humanista da Solidariedade (PHS)           | 0,5                | 2     | 0,3                     | 0          |
| Partido dos Aposentados da Nação (PAN)             | 0,3                | 1     | 0,1                     | 0          |
| Partido Trabalhista do Brasil (PT do B)            | 0,3                | 1     | 0,2                     | 0          |
| Partido Republicano Brasileiro (PRB)               | 0,3                | 1     | 0,0                     | 0          |

## Senat

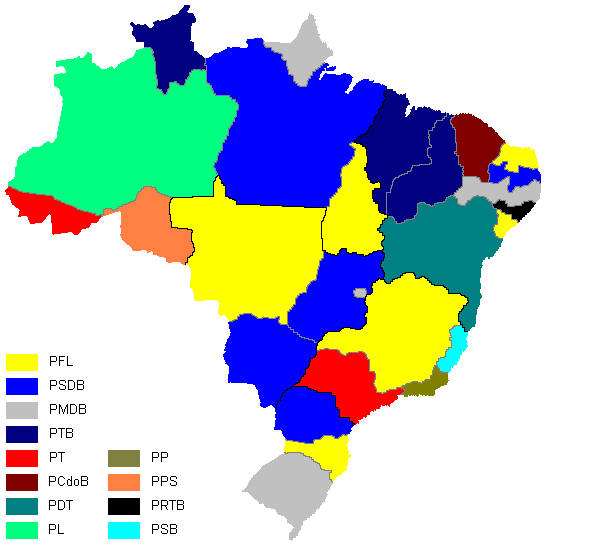
Parteien der in den Bundesstaaten jeweils gewählten Senatoren

Im Senat sind jeweils 3 Senatoren jeden Bundesstaats vertreten. Die Amtszeit beträgt 8 Jahre. Dieses Mal wird nur jeweils ein Senator neu gewählt, 2010 jeweils zwei.
- Acre – Tião Viana (PT) mit 88,8 % der Stimmen
- Alagoas – Fernando Collor de Mello (PRTB) früherer wegen Korruption abgesetzter Präsident
- Amazonas (Brasilien) – Alfredo Nascimento (PL)
- Amapá – José Sarney (PMDB) früherer Präsident
- Bahia – João Durval (PDT)
- Ceará – Inácio Arruda (PC do B) mit 52,3 %
- Distrito Federal do Brasil – Joaquim Roriz (PMDB)
- Espírito Santo – José Renato Casagrande (PSB) mit 62,4 %
- Goiás – Marconi Perillo (PSDB) mit 75,8 %
- Maranhão – Epitácio Cafeteira (PTB)
- Mato Grosso – Jayme Campos (PFL)
- Mato Grosso do Sul – Marisa Serrano (PSDB)
- Minas Gerais – Eliseu Resende (PFL)
- Pará – Mário Couto (PSDB)
- Paraíba – Cícero Lucena (PSDB)
- Paraná – Álvaro Dias (PSDB)
- Pernambuco – Jarbas Vasconcelos (PMDB)
- Piauí – João Vicente Claudino (PTB) mit 65,4 %
- Rio de Janeiro (Bundesstaat) – Francisco Dornelles (PP)
- Rio Grande do Norte – Rosalba Ciarlini (PFL)
- Rio Grande do Sul – Pedro Simon (PMDB) mit 33,9 %
- Rondônia – Expedito Júnior (PPS)
- Roraima – Mozarildo (PTB)
- São Paulo (Bundesstaat) – Eduardo Suplicy (PT) mit 47,8 %
- Santa Catarina – Raimundo Colombo (PFL)
- Sergipe – Maria do Carmo (PFL)
- Tocantins – Kátia Abreu (PFL)

## Gouverneure
Die Wahlen laufen nach denselben Prinzipien wie die Präsidentschaftswahl.
Im ersten Wahlgang wurden mit absoluter Mehrheit der Stimmen gewählt:
- Acre – Binho Marques (PT) 53,5 %
- Alagoas – Teotônio Vilela Filho (PSDB) 55,9 %
- Amapá – Waldez Góes (PDT) 53,7 %
- Amazonas – Eduardo Braga (PMDB) 50,6 %
- Bahia – Jaques Wagner (PT) 52,9 %
- Ceará – Cid Gomes (PSB) 62,4 %
- Distrito Federal – José Roberto Arruda (PFL) 50,4 %
- Espírito Santo – Paulo Hartung (PMDB) 77,3 %
- Mato Grosso – Blairo Maggi (PPS) 65,4 %
- Mato Grosso do Sul – André Puccinelli (PMDB) 61,3 %
- Minas Gerais – Aécio Neves (PSDB) 77,0 %
- Piauí – Wellington Dias (PT) 61,9 %
- Rondônia – Ivo Cassol (PPS) 54,1 %
- Roraima – Ottomar Pinto (PSDB) 62,4 %
- São Paulo – José Serra (PSDB) 57,9 %
- Sergipe – Marcelo Déda (PT) 52,5 %
- Tocantins – Marcelo Miranda (PMDB) 51,5 %

Im zweiten Wahlgang fiel die Entscheidung zwischen (der/die Erstgenannte gewann die Wahl):
- Goiás – Alcides Rodrigues (PP) (57,1 %) vs. Maguito Vilela (PMDB)
- Maranhão – Jackson Lago (PDT) (51,8 %) vs. Roseana Sarney (PFL)
- Pará – Ana Júlia Carepa (PT) (54,9 %) vs. Almir Gabriel (PSDB)
- Paraíba – Cássio Cunha Lima (PSDB) (51,3 %) vs. José Maranhão (PMDB)
- Paraná – Roberto Requião (PMDB) (50,1 %) vs. Osmar Dias (PDT)
- Pernambuco – Eduardo Campos (PSB) (65,4 %) vs. Mendonça Filho (PFL)
- Rio de Janeiro – Sérgio Cabral Filho (PMDB) (68,0 %) vs. Denise Frossard (PPS)
- Rio Grande do Sul – Yeda Crusius (PSDB) (53,9 %) vs. Olívio Dutra (PT)
- Rio Grande do Norte – Wilma Faria (PSB) (52,4 %) vs. Garibaldi Alves Filho (PMDB)
- Santa Catarina – Luiz Henrique da Silveira (PMDB) (52,7 %) vs. Espiridião Amin (PP)

## Abgeordnete in den Parlamenten der Bundesstaaten
Bei der Wahl 2006 standen 12.817 einzelbundesstaatliche Kandidaten als Abgeordnete für die jeweilige Assembleia Legislativa zur Wahl.